# 基本書坊
基本書坊是位於台灣的華文男同志叢書出版社，2008年4月由作家邵祺邁獨資創立。

## 命名
取香港語「基」（Gay）、與書本的「本」（Books）兩字而成。英文名「Gbooks」，簡稱「GB」。

## 行動與重要事件
- 誠品書店信義店強制要求張貼18禁（限制級）貼紙(2009.10)　[1]
- 《軍犬》送中華民國出版倫理自律協會評議(2010.2) [2]
- 擔任2009、2010年台灣同志遊行發起與籌備團體、贊助廠商
- 參與2008-2010於香港kubrick書店舉辦的「同您（同志）書展」
- 贊助2009、2010校園同性戀日（GLAD）活動
- 受以色列駐台辦事處及外交部邀請，探訪特拉維夫（Tel-Aviv）同志社群
- 《軍犬》獲芝加哥 Leather Archives & Museum 館藏
- 贊助台灣同志諮詢熱線印行《拉子性愛寶典》

## 註解
1. ↑  參見基本書坊聲明：還給同志「普級」權力　堅拒誠品信義店強制抹黃、偏見分級之規定(2009.10.22) ， 基本書坊聲明 還給同志「普級」權力　堅拒誠品信義店強制抹黃、偏見分級之規定 （页面存档备份，存于） ，以及誠品信義店強制要求分級事件後續發展 基本書坊聲明 誠品信義店強制要求分級事件後續發展 （页面存档备份，存于）
2. ↑  參見：一段人犬情慾生命的SM成長旅程：貼身專訪《軍犬》作者阿聰(2011.2.18)

## 外部連結
- 基本書坊部落格（页面存档备份，存于）
- 基本書坊的Facebook專頁
- 基本書坊的新浪微博